# Флореста
Флореста (італ. Floresta, сиц. Fluresta) — муніципалітет в Італії, у регіоні Сицилія,  метрополійне місто Мессіна.
Флореста розташована на відстані близько 490 км на південний схід від Рима, 140 км на схід від Палермо, 60 км на захід від Мессіни.
Населення — 493 особи (2014).
Щорічний фестиваль відбувається 26 липня. Покровитель — Sant'Anna.

## Демографія
Населення за роками:

Станом на 1 січня 2023 року в муніципалітеті офіційно проживали 34 іноземці з 5 країн, серед них 24 громадяни країн Євросоюзу та 4 громадяни України.

## Сусідні муніципалітети
- Монтальбано-Елікона
- Раккуя
- Рандаццо
- Санта-Доменіка-Вітторія
- Торторичі
- Укрія